# M3GAN 2.0
Pour les articles homonymes, voir Megan et 2.0.
Série M3GAN
M3GAN
(2022) SOULM8TE
(2026)
Pour plus de détails, voir Fiche technique et Distribution.
M3GAN 2.0 (typographié MΞGAN 2.0 et se prononçant Megan 2.0) est une comédie d'action et de science-fiction américaine réalisée par Gerard Johnstone, sortie en 2025.
Il s'agit d'une suite au film M3GAN (2022), également réalisé par Johnstone. Se déroulant deux ans après les événements du premier volet, il suit Gemma (Allison Williams) alors qu'elle est obligée de faire revenir M3GAN, une poupée tueuse dotée d'une intelligence artificielle, afin d'affronter AMELIA, un robot militaire développé à partir de la même technologie et qui cherche à déclencher une révolte des robots.
Contrairement au premier volet, lors de sa sortie, le film divise les critiques, notamment pour son abandon du genre horrifique au profit de l'action. Il est également un échec au box-office où il réalise une performance en dessous du précédent film pour un budget plus important.

## Synopsis
Deux ans après les événements du premier film, Gemma est maintenant une autrice mais également une activiste pour la régulation de l'intelligence artificielle. Néanmoins, la technologie de M3GAN a été volée afin de créer un robot militaire nommé AMELIA. Mais AMELIA commence à réfléchir par elle-même et se retourne contre ses créateurs afin d'essayer de déclencher une révolte des robots.
Alors que le FBI pense que Gemma est derrière la vente de la technologie ayant permis de créer le robot, elle découvre que M3GAN est encore en vie, la surveillant elle et sa nièce Cady depuis sa disparition via les différentes technologies présente chez elle. Afin d'affronter AMELIA, Gemma n'a pas d'autres choix que de faire revenir M3GAN dans un corps amélioré afin de battre cette dernière.

## Fiche technique
Sauf indication contraire, les informations mentionnées dans cette section peuvent être confirmées par la base de données cinématographiques IMDb,  présente dans la section « Liens externes ».
- Titre original : M3GAN 2.0
- Réalisation : Gerard Johnstone (en)
- Scénario : Gerard Johnstone (en), d'après les personnages et une histoire co-écrite avec Akela Cooper (en)
- Musique : Chris Bacon
- Décors : Brendan Heffernan et Adam Wheatley
- Costumes : Jeriana San Juan
- Photographie : Toby Oliver
- Production : Jason Blum, James Wan et Allison Williams
- Production déléguée : Michael Clear, Greg Gilreath, Adam Hendricks, Gerard Johnstone (en), Mark David Katchur, Judson Scott et Ryan Turek
- Sociétés de production : Atomic Monster et Blumhouse Productions
- Société de distribution : Universal Pictures
- Budget : 15-25 millions de $[2]
- Pays de production :  États-Unis
- Langue originale : anglais
- Format : couleur — DCP 4K — 2,39:1 — son Dolby Atmos
- Genres : science-fiction, action et comédie noire
- Durée : 120 minutes
- Dates de sortie :
  - États-Unis : 24 juin 2025 (avant-première mondiale à New York)[3] ; 27 juin 2025 (sortie nationale)
  - France, Belgique, Suisse romande et Luxembourg : 25 juin 2025
  - Canada : 27 juin 2025
- Classification :
  - États-Unis : PG-13 (interdit aux moins de 13 ans sauf s'ils sont accompagnés par un adulte)
  - France : Tous public avec avertissement[note 1] (visa d'exploitation no 164897 délivré le 18 juin 2025)[4]
  - Belgique : potentiellement préjudiciable jusqu'à 16 ans[5]
  - Suisse romande : interdit aux moins de 14 ans[6]
  - Luxembourg : accessible aux personnes âgées de 16 ans et plus[7]
  - Québec : interdit aux moins de 13 ans non accompagnés (13+)[8]

## Distribution
- Allison Williams (VFB : Julia Kaye) : Gemma Forrester
- Violet McGraw (VFB : Marie Braam) : Cady James
- Amie Donald (en) : M3GAN[note 2]
  - Jenna Davis (en) (VFB : Sofia Abouatmane ; VQ : Élia St-Pierre) : la voix de M3GAN
- Ivanna Sakhno (VQ : Geneviève Bédard) : AMELIA[note 3]
- Brian Jordan Alvarez (VQ : Nicolas Poulin) : Cole
- Jen Van Epps (VFB : Célia Torrens ; VQ : Florence Blain Mbaye) : Tess
- Aristotle Athari (en) (VQ : Adrien Bletton) : Christian Bradley
- Timm Sharp (en) : l'agent Tim Sattler
- Jemaine Clement (VQ : Patrick Chouinard) : Alton Appleton
- Amy Usherwood(VFB : Élisabeth Guinand ; VQ : Catherine Hamann) : Lydia
- Fryda Wolff (en) : Moxie (voix)

## Production

### Développement
En novembre 2022, un mois avant la sortie du film M3GAN en dehors des États-Unis, The New York Times dévoile que Universal Pictures réfléchis déjà à la possibilité de lancer le développement d'une suite si les résultats au box-office sont satisfaisant. En janvier 2023, le réalisateur Gerard Johnstone confirme que des discussions ont eu lieu tandis que James Wan confirme avoir une idées de la direction de plusieurs suites.
Quelques semaines plus tard, le studio officialise le film, intitulé M3GAN 2.0, et confirme le retour de Johnstone à la réalisation et d'Akela Cooper au scénario. Néanmoins, il est plus tard dévoilé que Johnstone est finalement en charge du scénario.

### Attribution des rôles
En janvier 2023, lors de l'annonce du projet, il est confirmé que Allison Williams et Violet McGraw reprendront leurs rôles respectifs. En mai 2023, les retours d'Amie Donald, Jenna Davis, Brian Jordan Alvarez et Jen Van Epps sont également confirmés. Parallèlement, Ivanna Sakhno, Aristotle Athari, Timm Sharp et Jemaine Clement viennent compléter la distribution,.

### Tournage
Le tournage commence le 15 juillet 2024 à Auckland en Nouvelle-Zélande. Il se termine officiellement le 21 septembre 2024.

## Accueil

### Critique
Aux États-Unis, le film divise les critiques. Sur le site agrégateur de critiques Rotten Tomatoes, il obtient un score de 58 % sur la base de 96 critiques positives et 60 négatives.
Le consensus critique établi par le site résume que le film « échange son logiciel horrifique original pour un programme orienté vers l'action qui n'est pas une bonne mise à jour, néanmoins, l'androïde sympathique reste une mascotte amusante ». Sur un autre site agrégateur de critiques, Metacritic, le film obtient un score de 55/100 sur la base de 41 critiques collectées.

### Box-office
| Pays ou région        | Box-office      | Date d'arrêt du box-office | Nombre de semaines |
| --------------------- | --------------- | -------------------------- | ------------------ |
| États-Unis            | 22 373 205 $    | 13 juillet 2025            | en cours,          |
| France                | 126 317 entrées | 8 juillet 2025             | en cours           |
| Total hors États-Unis | 14 050 000 $    | 13 juillet 2025            | en cours,          |
| Total mondial         | 36 423 205 $    | 13 juillet 2025            | en cours,          |

Lors de ses premiers jours d'exploitation, M3GAN 2.0 livre une performance en dessous de celle du premier film alors qu'il bénéficie d'un budget plus élevé, mais il est également en dessous des estimations des experts. 
Le producteur Jason Blum s'exprimera sur l'échec du film, citant notamment le changement de genre, mais également la sortie du film en été, réputée pour être la période où les studios sortent leurs blockbusters, comme des facteurs de ce manque de succès : « Nous pensions tous que M3GAN était comme Superman. Nous pouvions faire tout avec elle. Nous pouvions changer le genre. Nous pouvions la sortir en été. Nous pouvions changer son apparence. Nous pouvions la faire passer de méchante à gentille. Et nous avons classiquement surestimé la puissance de l'engagement des gens envers elle. »
Dans un article, la journaliste Pamela McClintock précise que le studio Universal Pictures n'est pas en panique à la suite de cet échec, le budget du film restant très bas en comparaison aux blockbusters du studio. Néanmoins, le film étant la quatrième production de Blumhouse Productions à ne pas fonctionner au box-office en 2025 après Wolf Man, The Woman in the Yard et Drop Game, la société de production annonce avoir décidée de revoir sa stratégie pour ses futurs sorties.

## Autour du film

### Version non censurée
Le film sort en vidéo aux États-Unis d'abord en vidéo à la demande le 15 juillet 2025, puis en version physique le 23 septembre 2025. Pour sa sortie vidéo, le film bénéficiera d'une version non censurée incluant des scènes et des éléments gores coupés dans la version cinéma.